# New Basket Brindisi 2015-2016
Questa voce raccoglie le informazioni riguardanti la New Basket Brindisi nelle competizioni ufficiali della stagione 2015-2016.

## Stagione
La stagione 2015-16 della New Basket Brindisi, sponsorizzata Enel, è la 5ª in Serie A. Sebbene non sia qualificata di diritto, ottiene dalla ULEB una wild card per la partecipazione all'Eurocup, seconda competizione europea dopo l'Eurolega. Chiude la stagione regolare al 10º posto con 13V e 17P, 2320 punti fatti e 2351 subiti.

## Roster
| Enel Brindisi 2015-16 | Enel Brindisi 2015-16 |
| Giocatori             | Staff tecnico         |
| --------------------- | --------------------- |

| N. | Naz.                                         | Ruolo | Nome               | Anno | Alt.   | Peso   |  |
| -- | -------------------------------------------- | ----- | ------------------ | ---- | ------ | ------ |  |
| 0  | Stati Uniti (bandiera)                       | G     | Adrian Banks       | 1986 | 191 cm | 88 kg  |  |
| 1  | Stati Uniti (bandiera)                       | P     | Scottie Reynolds   | 1987 | 188 cm | 86 kg  |  |
| 2  | Giamaica (bandiera)                          | G     | Durand Scott       | 1990 | 196 cm | 92 kg  |  |
| 3  | Italia (bandiera)                            | P     | David Cournooh     | 1990 | 187 cm | 83 kg  |  |
| 6  | Regno Unito (bandiera)                       | AG    | Ovie Soko          | 1991 | 201 cm | 100 kg |  |
| 7  | Stati Uniti (bandiera)                       | G     | Alex Harris        | 1986 | 196 cm | 90 kg  |  |
| 9  | Italia (bandiera)                            | AP    | Marco Cardillo     | 1985 | 196 cm | 90 kg  |  |
| 10 | Montenegro (bandiera)                        | AG    | Nemanja Milošević  | 1987 | 204 cm | 111 kg |  |
| 11 | Stati Uniti (bandiera) · Ungheria (bandiera) | P     | Obie Trotter       | 1984 | 185 cm | 82 kg  |  |
| 14 | Serbia (bandiera)                            | C     | Đorđe Gagić        | 1990 | 210 cm | 114 kg |  |
| 15 | Italia (bandiera)                            | G     | Matteo De Gennaro  | 1997 | 190 cm | 77 kg  |  |
| 19 | Italia (bandiera)                            | AG    | Andrea Zerini (C)  | 1988 | 205 cm | 110 kg |  |
| 21 | Stati Uniti (bandiera) · Nigeria (bandiera)  | C     | O.D. Anosike       | 1991 | 203 cm | 109 kg |  |
| 33 | Italia (bandiera)                            | G     | Domenico Marzaioli | 1991 | 185 cm | 81 kg  |  |
| 35 | Camerun (bandiera)                           | AC    | Kenny Kadji        | 1988 | 211 cm | 110 kg |  |
| -  | Italia (bandiera)                            |       | Mattia Calamo      | 1999 |        |        |  |
| -  | Italia (bandiera)                            |       | Luca Di Napoli     | 1999 |        |        |  |
| -  | Italia (bandiera)                            | GA    | Simone Fiusco      | 1999 | 198 cm | 76 kg  |  |
| -  | Italia (bandiera)                            | PG    | Stefano Fusco      | 1998 | 180 cm | 75 kg  |  |
| -  | Italia (bandiera)                            |       | Andrea La Spada    | 1998 |        |        |  |
| -  | Italia (bandiera)                            | C     | Antonio Leggio     | 1999 | 197 cm |        |  |
| -  | Italia (bandiera)                            | P     | Gabriele Pacifico  | 1997 | 185 cm | 75 kg  |  |

| Allenatore                                                          |
| - Piero Bucchi                                                      |
| Assistente/i                                                        |
| - Marco Esposito - Daniele Michelutti Legenda - (C) Capitano Roster |

Budget complessivo = 3.241K € (Bilancio depositato presso la CCIAA di Brindisi)

## Mercato
| Arrivi | Arrivi             | Arrivi            | Arrivi     |
| R      | Nome               | da                | Modalità   |
| ------ | ------------------ | ----------------- | ---------- |
| C      | Đorđe Gagić        | Gaziantep BŞB     | definitivo |
| G      | Adrian Banks       | Scandone Avellino | definitivo |
| AP     | Durand Scott       | Hapoel Tel Aviv   | definitivo |
| AG     | Kenny Kadji        | Dinamo Sassari    | definitivo |
| AP     | Alex Harris        | Aries Trikala     | definitivo |
| PG     | Scottie Reynolds   | Beşiktaş          | definitivo |
| AG     | Nemanja Milošević  | Energia Târgu Jiu | definitivo |
| AP     | Marco Cardillo     | Pall. Chieti      | definitivo |
| G      | Domenico Marzaioli | Juvecaserta       | definitivo |

| Partenze | Partenze        | Partenze           | Partenze       |
| R        | Nome            | a                  | Modalità       |
| -------- | --------------- | ------------------ | -------------- |
| P        | Jacob Pullen    | Cedevita           | fine contratto |
| AG       | Delroy James    | Enisey Krasnojarsk | fine contratto |
| G        | Marcus Denmon   | İstanbul B.B.      | fine contratto |
| AP       | Demonte Harper  | Czarni Słupsk      | fine contratto |
| P        | Massimo Bulleri | Basket Ferentino   | fine contratto |
| C        | James Mays      | Shaanxi Wolves     | fine contratto |
| AP       | Elston Turner   | Vanoli Cremona     | fine contratto |
| C        | Micheal Eric    | Texas Legends      | fine contratto |
| C        | Cedric Simmons  | Free agent         | fine contratto |

### Dopo l'inizio della stagione
| Acquisti | Acquisti     | Acquisti           | Acquisti        | Acquisti   |
| R.       | Nome         | da                 | data            | Modalità   |
| -------- | ------------ | ------------------ | --------------- | ---------- |
| C        | O.D. Anosike | AEK Atene          | 15 gennaio 2016 | definitivo |
| P        | Obie Trotter | Koroivos Amaliadas | 18 marzo 2016   | definitivo |
| A        | Ovie Soko    | Aries Trikala      | 12 aprile 2016  | definitivo |

| Cessioni | Cessioni         | Cessioni          | Cessioni        | Cessioni    |
| R.       | Nome             | a                 | data            | Modalità    |
| -------- | ---------------- | ----------------- | --------------- | ----------- |
| AC       | Kenny Kadji      | Dinamo Sassari    | 4 febbraio 2016 | rescissione |
| P        | Scottie Reynolds | Hapoel Holon      | 22 marzo 2016   | rescissione |
| C        | Đorđe Gagić      | Canarias Tenerife | 30 aprile 2016  | rescissione |

## Risultati

### Serie A

#### Regular season

##### Girone di andata
| Arbitri: | Dino Seghetti (Livorno) Alessandro Vicino (Bologna) Gianluca Calbucci (Roma) |

|                                 |            |                             |
| Kirk 20 Knowles 20 Antonutti 14 | Punti      | 15 Banks 14 Harris 14 Kadji |
| Moore 10                        | Assist     | 7 Reynolds                  |
| Kirk 10                         | Rimbalzi   | 7 Reynolds, Kadji           |
| Vincenzo Esposito               | Allenatori | Piero Bucchi                |

| Arbitri: | Enrico Sabetta (Termoli) Luca Weidmann (Roma) Evangelista Caiazza (Arzano) |

|                             |            |                                |
| Kadji 17 Banks 13 Harris 13 | Punti      | 18 Williams 13 Odom 12 Pitmann |
| Reynolds 9                  | Assist     | 4 Fontecchio                   |
| Reynolds 7                  | Rimbalzi   | 6 Williams                     |
| Piero Bucchi                | Allenatori | Giorgio Valli                  |

| Arbitri: | Dino Seghetti (Livorno) Manuel Mazzoni (Grosseto) Stefano Ursi (Livorno) |

|                    |            |                            |
| Haynes 24 Logan 21 | Punti      | 25 Kadji 21 Scott 11 Banks |
| Logan 7            | Assist     | 9 Reynolds                 |
| Petway 5           | Rimbalzi   | 14 Kadji                   |
| Romeo Sacchetti    | Allenatori | Piero Bucchi               |

| Arbitri: | Carmelo Lo Guzzo (Catanzaro) Emanuele Aronne (Viterbo) Gianluca Calbucci (Roma) |

|                               |            |                                  |
| Banks 20 Harris 11 Cournooh 9 | Punti      | 16 Sanders 14 Pascolo 12 Lockett |
| Harris 6                      | Assist     | 4 Wright                         |
| Zerini 7                      | Rimbalzi   | 7 Lockett                        |
| Piero Bucchi                  | Allenatori | Maurizio Buscaglia               |

| Arbitri: | Saverio Lanzarini (Bologna) Maurizio Biggi (Sarmato) Fabrizio Paglialunga (Taranto) |

|                                 |            |                               |
| Abass 23 Hasbrouck 22 Heslip 22 | Punti      | 25 Kadji 20 Cournooh 19 Banks |
| Hasbrouck 4                     | Assist     | 6 Banks                       |
| Abass 9                         | Rimbalzi   | 13 Zerini                     |
| Fabio Corbani                   | Allenatori | Piero Bucchi                  |

| Arbitri: | Luigi Lamonica (Pescara) Gabriele Bettini (Bologna) Nicola Ranaudo (Roma) |

|                            |            |                             |
| Banks 20 Scott 20 Gagić 13 | Punti      | 21 Perić 19 Owens 15 Bramos |
| Banks, Scott 4             | Assist     | 9 Green                     |
| Kadji 12                   | Rimbalzi   | 5 Ortner                    |
| Piero Bucchi               | Allenatori | Carlo Recalcati             |

| Arbitri: | Roberto Begnis (Crema) Fabrizio Paglialunga (Taranto) Matteo Boninsegna (Milano) |

|                                  |            |                            |
| Christon 21 Lacey 19 McKissic 16 | Punti      | 18 Banks 14 Scott 10 Gagić |
| Christon 4                       | Assist     |                            |
| Walker 10                        | Rimbalzi   | 16 Kadji                   |
| Riccardo Paolini                 | Allenatori | Piero Bucchi               |

| Arbitri: | Carmelo Paternicò (Enna) Luca Weidmann (Roma) Alessandro Nicolini (Palermo) |

|                                 |            |                            |
| Nunnally 24 Veikalas 19 Buva 16 | Punti      | 23 Banks 17 Gagić 15 Kadji |
| Leunen 6                        | Assist     | 5 Cournooh                 |
| Buva 9                          | Rimbalzi   | 8 Cournooh, Gagić          |
| Stefano Sacripanti              | Allenatori | Piero Bucchi               |

| Arbitri: | Saverio Lanzarini (Bologna) Alessandro Vicino (Bologna) Evangelista Caiazza (Arzano) |

|                             |            |                             |
| Zerini 20 Kadji 18 Banks 17 | Punti      | 18 Faye 16 Kuksiks 12 Wayns |
| Cournooh 5                  | Assist     | 4 Ukić                      |
| Kadji 8                     | Rimbalzi   | 13 Faye                     |
| Piero Bucchi                | Allenatori | Paolo Moretti               |

| Arbitri: | Massimiliano Filippini (Pisa) Maurizio Biggi (Sarmato) Manuel Attard (Siracusa) |

|                                      |            |                               |
| Jasaitis 17 Oriakhi 14 Laquintana 11 | Punti      | 27 Banks 17 Gagić 11 Cournooh |
| Ilievski, Laquintana 4               | Assist     | Banks 6                       |
| Oriakhi 8                            | Rimbalzi   | 11 Gagić                      |
| Giulio Griccioli                     | Allenatori | Piero Bucchi                  |

| Arbitri: | Tolga Sahin (Messina) Luca Weidmann (Roma) Gianluca Calbucci (Roma) |

|                               |            |                                       |
| Banks 11 Reynolds 11 Gagić 11 | Punti      | 16 Polonara 15 Aradori 11 Della Valle |
|                               | Assist     | 4 Aradori                             |
| Cournooh 7                    | Rimbalzi   | 6 Aradori 6                           |
| Piero Bucchi                  | Allenatori | Massimiliano Menetti                  |

| Arbitri: | Saverio Lanzarini (Bologna) Manuel Mazzoni (Grosseto) Denis Quarta (Torino) |

|                              |            |                             |
| Simon 19 McLean 15 Mačvan 14 | Punti      | 15 Banks 14 Zerini 13 Kadji |
| Simon 4                      | Assist     | 3 Cournooh, Reynolds        |
| Mačvan 9                     | Rimbalzi   | 8 Kadji                     |
| Jasmin Repeša                | Allenatori | Piero Bucchi                |

| Arbitri: | Gianluca Mattioli (Pesaro) Gabriele Bettini (Bologna) Michele Rossi (Sansepolcro) |

|                            |            |                                   |
| Banks 17 Scott 13 Gagić 11 | Punti      | 16 Mancinelli 14 White 11 Dawkins |
| Reynolds 4                 | Assist     | 4 Dyson                           |
| Gagić 9                    | Rimbalzi   | 11 White                          |
| Piero Bucchi               | Allenatori | Francesco Vitucci                 |

| Arbitri: | Saverio Lanzarini (Bologna) Maurizio Biggi (Sarmato) Denny Borgioni (Roma) |

|                                |            |                               |
| Downs 26 Cinciarini 19 Hunt 14 | Punti      | 18 Scott 17 Reynolds 11 Banks |
| 13 Siva                        | Assist     |                               |
| Hunt 12                        | Rimbalzi   | 9 Scott                       |
| Sandro Dell'Agnello            | Allenatori | Piero Bucchi                  |

| Arbitri: | Manuel Mazzoni (Grosseto) Guido Di Francesco (Teramo) Manuel Attard (Siracusa) |

|                               |            |                                  |
| Reynolds 20 Kadji 14 Gagić 11 | Punti      | 19 Washington 18 Turner 13 McGee |
| Reynolds 7                    | Assist     | 4 Vitali                         |
| Zerini 6                      | Rimbalzi   | 6 Cusin                          |
| Piero Bucchi                  | Allenatori | Cesare Pancotto                  |

##### Girone di ritorno
| Arbitri: | Alessandro Martolini (Roma) Mark Bartoli (Trieste) Nicola Ranaudo (Roma) |

|                           |            |                            |
| Scott 21 Kadji 13 Banks 9 | Punti      | 19 Preston 14 Kirk 14 Czyż |
| Banks 3                   | Assist     | 5 Knowles                  |
| Kadji, Zerini 10          | Rimbalzi   | 9 Czyż                     |
| Vincenzo Esposito         | Allenatori | Piero Bucchi               |

| Arbitri: | Roberto Begnis (Crema) Maurizio Biggi (Sarmato) Evangelista Caiazza (Arzano) |

|                               |            |                            |
| Fells 23 Mazzola 18 Vitali 17 | Punti      | 30 Banks 22 Scott 19 Gagić |
| Fells 4                       | Assist     | 4 Banks, Reynolds          |
| Mazzola 9                     | Rimbalzi   | 11 Scott                   |
| Giorgio Valli                 | Allenatori | Piero Bucchi               |

| Arbitri: | Gianluca Mattioli (Pesaro) Alessandro Vicino (Bologna) Manuel Attard (Siracusa) |

|                                  |            |                                  |
| Banks 20 Harris 18 br />Scott 17 | Punti      | 29 Logan 12 Stipčević 11 Varnado |
| Cournooh 4                       | Assist     | 5 Stipčević                      |
| Anosike, Scott 8                 | Rimbalzi   | 6 Mitchell                       |
| Piero Bucchi                     | Allenatori | Marco Calvani                    |

| Arbitri: | Saverio Lanzarini (Bologna) Lorenzo Baldini (Firenze) Denis Quarta (Torino) |

|                                 |            |                                |
| Wright 23 Pascolo 21 Lockett 16 | Punti      | 22 Banks 18 Reynolds 12 Harris |
| Forray 5                        | Assist     | 5 Reynolds                     |
| Sutton, Wright 6                | Rimbalzi   | 5 Anosike, Reynolds            |
| Maurizio Buscaglia              | Allenatori | Piero Bucchi                   |

| Arbitri: | Paolo Taurino (Modena) Gianluca Sardella (Rimini) Gabriele Bettini (Bologna) |

|                               |            |                                 |
| Scott 20 Reynolds 13 Banks 11 | Punti      | 16 Heslip 14 Johnson 12 Fesenko |
| Reynolds 10                   | Assist     | 3 Ukić                          |
| Anosike 8                     | Rimbalzi   | 7 Fesenko                       |
| Piero Bucchi                  | Allenatori | Sergej Bazarevič                |

| Arbitri: | Tolga Sahin (Messina) Michele Rossi (Sansepolcro) Alessandro Nicolini (Palermo) |

|                          |            |                                |
| Green 28 Goss 15 Ress 14 | Punti      | 29 Banks 12 Anosike 8 Cournooh |
| Ress 6                   | Assist     | 5 Banks                        |
| Green 7                  | Rimbalzi   | 13 Anosike                     |
| Walter De Raffaele       | Allenatori | Piero Bucchi                   |

| Arbitri: | Carmelo Paternicò (Piazza Armerina) Lorenzo Baldini (Firenze) Evangelista Caiazza (Arzano) |

|                            |            |                                 |
| Banks 33 Scott 21 Harris 7 | Punti      | 18 Daye 12 Shepherd 11 Christon |
| Banks 4                    | Assist     | 3 Lacey                         |
| Scott, Zerini 6            | Rimbalzi   | 6 Daye                          |
| Piero Bucchi               | Allenatori | Riccardo Paolini                |

| Arbitri: | Massimiliano Filippini (Pisa) Alessandro Vicino (Bologna) Denis Quarta (Torino) |

|                               |            |                                   |
| Banks 24 Cournooh 22 Scott 21 | Punti      | 31 Nunnally 13 Veikalas 12 Leunen |
| Banks 6                       | Assist     | 6 Acker                           |
| Anosike 8                     | Rimbalzi   | 11 Buva, Leunen                   |
| Piero Bucchi                  | Allenatori | Stefano Sacripanti                |

| Arbitri: | Gianluca Mattioli (Pesaro) Gabriele Bettini (Bologna) Alessandro Perciavalle (Torino) |

|                                   |            |                               |
| Cavaliero 22 Ferrero 17 Wright 11 | Punti      | 17 Banks 17 Scott 11 Cournooh |
| Wright 5                          | Assist     |                               |
| Davies 10                         | Rimbalzi   | 10 Anosike                    |
| Paolo Moretti                     | Allenatori | Piero Bucchi                  |

| Arbitri: | Roberto Begnis (Crema) Carmelo Lo Guzzo (Catanzaro) Lorenzo Baldini (Firenze) |

|                             |            |                                  |
| Banks 17 Scott 14 Harris 12 | Punti      | 23 Boatright 13 Bowers 8 Nicević |
| Cournooh 6                  | Assist     | 6 Basile                         |
| Anosike 12                  | Rimbalzi   | 6 Boatright, Bowers, Jasaitis    |
| Piero Bucchi                | Allenatori | Gennaro Di Carlo                 |

| Arbitri: | Tolga Sahin (Messina) Emanuele Aronne (Roma) Evangelista Caiazza (Arzano) |

|                                    |            |                            |
| Aradori 19 Kaukėnas 14 Polonara 13 | Punti      | 18 Banks 15 Gagić 12 Scott |
| Della Valle 6                      | Assist     | 3 Banks                    |
| Aradori, Polonara 9                | Rimbalzi   | 8 Scott                    |
| Massimiliano Menetti               | Allenatori | Piero Bucchi               |

| Arbitri: | Enrico Sabetta (Termoli) Massimiliano Filippini (Pisa) Denny Borgioni (Roma) |

|                             |            |                         |
| Scott 15 Harris 12 Banks 10 | Punti      | 12 Lafayette 10 Sanders |
| Anosike 4                   | Assist     |                         |
| Anosike 11                  | Rimbalzi   | 5 Sanders               |
| Piero Bucchi                | Allenatori | Jasmin Repeša           |

| Arbitri: | Roberto Begnis (Crema) Dino Seghetti (Livorno) Gianluca Calbucci (Roma) |

|                             |            |                              |
| Dyson 29 White 15 Eyenga 12 | Punti      | 25 Banks 11 Scott 10 Anosike |
| Mancinelli 4                | Assist     | 3 Banks                      |
| White 9                     | Rimbalzi   | 14 Anosike                   |
| Francesco Vitucci           | Allenatori | Piero Bucchi                 |

| Arbitri: | Luigi Lamonica (Pescara) Guido Di Francesco (Teramo) Michele Rossi (Sansepolcro) |

|                             |            |                               |
| Banks 27 Scott 11 Harris 11 | Punti      | 18 Hunt 11 Jones 9 Cinciarini |
| Scott 4                     | Assist     | 4 Downs                       |
| Anosike 14                  | Rimbalzi   | 12 Hunt                       |
| Piero Bucchi                | Allenatori | Sandro Dell'Agnello           |

| Arbitri: | Saverio Lanzarini (Bologna) Fabrizio Paglialunga (Taranto) Gianluca Calbucci (Roma) |

|                                  |            |                           |
| Starks 15 McGee 14 Washington 11 | Punti      | 22 Banks 10 Soko 9 Zerini |
| Cusin, Washington 3              | Assist     | 3 Anosike                 |
| Cusin 8                          | Rimbalzi   | 17 Anosike                |
| Cesare Pancotto                  | Allenatori | Piero Bucchi              |

### Eurocup

#### Regular season
| Arbitri: | Ilija Belosevic (Serbia) Elias Koromilas (Grecia) Joseph Bissang (Francia) |

|                                      |            |                               |
| Kaukėnas 17 Aradori 14 Lavrinovič 12 | Punti      | 13 Cournooh 13 Kadji 13 Gagić |
| De Nicolao 4                         | Assist     | 7 Reynolds                    |
| Polonara 10                          | Rimbalzi   | 8 Gagić                       |
| Massimiliano Menetti                 | Allenatori | Piero Bucchi                  |

| Arbitri: | Miguel Angel Perez Niz (Spagna) Oskars Lucis (Lettonia) Mario Majkic (Slovenia) |

|                              |            |                               |
| Harris 19 Kadji 9 Cournooh 8 | Punti      | 24 McKee 11 Gelabale 10 James |
| Cournooh, Zerini 3           | Assist     | 5 Lofton, Amagou              |
| Gagić 7                      | Rimbalzi   | 8 Yarou                       |
| Piero Bucchi                 | Allenatori | Erman Kunter                  |

| Arbitri: | Petros Papapetrou (Grecia) Sergio Silva (Portogallo) Regis Bardera (Francia) |

|                           |            |                            |
| Salin 20 Kuric 18 Omić 12 | Punti      | 20 Scott 16 Kadji 10 Gagić |
| Pangos 8                  | Assist     |                            |
| Aguilar 10                | Rimbalzi   | 7 Gagić, Milošević         |
| Aíto García Reneses       | Allenatori | Piero Bucchi               |

| Arbitri: | Daniel Hierrezuelo (Spagna) Petar Obradovic (Bosnia) Uros Obrknezevic (Serbia) |

|                             |            |                               |
| Muñoz 17 Trice 16 Shakur 11 | Punti      | 18 Banks 17 Scott Milošević14 |
| Shakur, Trice 5             | Assist     | 4 Cournooh                    |
| Brockman, O'Neale 5         | Rimbalzi   | 7 Milošević, Gagić            |
| John Patrick                | Allenatori | Piero Bucchi                  |

| Arbitri: | Petri Mantyla (Finlandia) Carlos Peruga (Spagna) Renaud Geller (Belgio) |

|                               |            |                                         |
| Banks 14 Scott 14 Reynolds 10 | Punti      | 18 Milosavljević 12 Lončar 11 Kikanović |
| Gagić 4                       | Assist     | 5 Taylor                                |
| Milošević 8                   | Rimbalzi   | 9 Cherry                                |
| Piero Bucchi                  | Allenatori | Saša Obradović                          |

| Arbitri: | Miguel Angel Perez Niz (Spagna) Zdravko Rutesic (Montenegro) Alexey Davydov (Russia) |

|                             |            |                                       |
| Banks 25 Harris 18 Kadji 13 | Punti      | 18 Aradori 15 Polonara 13 Della Valle |
| Banks 3                     | Assist     | 3 Aradori, Gentile, Kaukėnas          |
| Kadji 8                     | Rimbalzi   | 7 Aradori                             |
| Piero Bucchi                | Allenatori | Massimiliano Menetti                  |

| Arbitri: | Vicente Bulto (Spagna) Apostolos Kalpakas (Svezia) Oskars Lucis (Lettonia) |

|                              |            |                    |
| Yarou 16 Konaté 11 Dozier 10 | Punti      | 11 Cournooh, Kadji |
| Amagou 6                     | Assist     | 4 Cardillo         |
| Yarou 15                     | Rimbalzi   | 7 Cardillo         |
| Erman Kunter                 | Allenatori | Piero Bucchi       |

| Arbitri: | Sinisa Herceg (Croazia) Marko Juras (Serbia) Jean-Charles Collin (Francia) |

|                                 |            |                          |
| Harris 20 Gagić 12 Milošević 10 | Punti      | 21 Salin 17 Omić 14 Báez |
| Banks 4                         | Assist     | 6 Báez                   |
| Omić 11                         | Rimbalzi   | 7 Milošević, Zerini      |
| Piero Bucchi                    | Allenatori | Israel Gonzales          |

| Arbitri: | Robert Vyklicky (Cechia) Markos Michaelides (Svizzera) Semen Ovinov (Russia) |

|                                |            |                               |
| Milošević 13 Gagić 12 Kadji 11 | Punti      | 16 Boone 13 Cotton 13 O'Neale |
| Cournooh 8                     | Assist     | 4 Cotton                      |
| Milošević 12                   | Rimbalzi   | 5 Shakur                      |
| Piero Bucchi                   | Allenatori | John Patrick                  |

| Arbitri: | Marek Cmikiewicz (Polonia) Jasmina Juras (Serbia) Zdravko Rutesic (Montenegro) |

|                                      |            |                               |
| Taylor 18 Milosavljević 14 Lončar 13 | Punti      | 27 Banks 21 Reynolds 13 Kadji |
| Cherry, Taylor 4                     | Assist     | 4 Reynolds                    |
| Milosavljević, Watt 7                | Rimbalzi   | 8 Banks                       |
| Saša Obradović                       | Allenatori | Piero Bucchi                  |

## Statistiche

### Statistiche di squadra
| Competizione | Punti | In casa | In casa | In casa | In casa | In casa | In trasferta | In trasferta | In trasferta | In trasferta | In trasferta | Totale | Totale | Totale | Totale | Totale | Totale |
| Competizione | Punti | G       | V       | P       | Ptf     | Pts     | G            | V            | P            | Ptf          | Pts          | G      | V      | P      | Ptf    | Pts    | Diff.  |
| ------------ | ----- | ------- | ------- | ------- | ------- | ------- | ------------ | ------------ | ------------ | ------------ | ------------ | ------ | ------ | ------ | ------ | ------ | ------ |
| Serie A      | 26    | 15      | 9       | 6       | 1132    | 1083    | 15           | 4            | 11           | 1188         | 1268         | 30     | 13     | 17     | 2320   | 2351   | -31    |
| Eurocup      | 2     | 5       | 1       | 4       | 351     | 400     | 5            | 0            | 5            | 359          | 415          | 10     | 1      | 9      | 710    | 815    | -105   |
| Totale       | 28    | 20      | 10      | 10      | 1483    | 1483    | 20           | 4            | 16           | 1547         | 1683         | 40     | 14     | 26     | 3030   | 3166   | -136   |

### Statistiche dei giocatori

#### In campionato
| Nome               | G  | Pun  | Min  | Falli | Falli | Tiri da 2 | Tiri da 2 | Tiri da 2 | Tiri da 3 | Tiri da 3 | Tiri da 3 | Tiri Liberi | Tiri Liberi | Tiri Liberi | Rimbalzi | Rimbalzi | Rimbalzi | Stop | Stop | Palle | Palle | Ass  | Val  | Media Punti | Media Val. |
| Nome               | G  | Pun  | Min  | C     | S     | R         | T         | %         | R         | T         | %         | R           | T           | %           | O        | D        | T        | D    | S    | P     | R     | Ass  | Val  | Media Punti | Media Val. |
| ------------------ | -- | ---- | ---- | ----- | ----- | --------- | --------- | --------- | --------- | --------- | --------- | ----------- | ----------- | ----------- | -------- | -------- | -------- | ---- | ---- | ----- | ----- | ---- | ---- | ----------- | ---------- |
| Adrian Banks       | 29 | 551  | 979  | 43    | 177   | 146       | 268       | 54.5      | 40        | 125       | 32.0      | 139         | 165         | 84.2        | 13       | 83       | 96       | 1    | 15   | 81    | 37    | 82   | 572  | 19.0        | 19.7       |
| Durand Scott       | 26 | 350  | 727  | 66    | 62    | 100       | 174       | 57.5      | 30        | 88        | 34.1      | 60          | 78          | 76.9        | 36       | 89       | 125      | 2    | 9    | 62    | 28    | 39   | 319  | 13.5        | 12.3       |
| Kenneth Kadji      | 17 | 222  | 524  | 59    | 42    | 69        | 141       | 48,9      | 19        | 64        | 29,7      | 27          | 37          | 73          | 35       | 97       | 132      | 11   | 6    | 37    | 14    | 18   | 210  | 13.1        | 12.4       |
| David Cournooh     | 28 | 218  | 699  | 71    | 56    | 41        | 98        | 41,8      | 35        | 104       | 33.7      | 31          | 41          | 75.6        | 12       | 62       | 74       | 1    | 6    | 33    | 25    | 55   | 183  | 7.8         | 6.5        |
| Alex Harris        | 30 | 213  | 558  | 70    | 58    | 44        | 101       | 43.6      | 31        | 68        | 45.6      | 32          | 45          | 71.1        | 22       | 43       | 65       | 3    | 7    | 38    | 13    | 40   | 170  | 7.1         | 5.7        |
| Đorđe Gagić        | 27 | 210  | 464  | 86    | 82    | 77        | 146       | 52,7      | 0         | 0         | 0.0       | 56          | 82          | 68.3        | 43       | 81       | 124      | 9    | 11   | 63    | 18    | 24   | 212  | 7.8         | 7.9        |
| Andrea Zerini      | 30 | 178  | 703  | 83    | 25    | 38        | 64        | 59.4      | 29        | 85        | 34.1      | 15          | 26          | 57.7        | 46       | 93       | 139      | 19   | 5    | 19    | 19    | 25   | 205  | 5.9         | 6.8        |
| Scottie Reynolds   | 16 | 146  | 454  | 18    | 34    | 49        | 88        | 55.7      | 10        | 37        | 27.0      | 18          | 24          | 75.0        | 7        | 44       | 51       | 1    | 7    | 50    | 11    | 69   | 165  | 9.1         | 10.16      |
| O.D. Anosike       | 14 | 81   | 378  | 41    | 54    | 32        | 59        | 54.2      | 0         | 1         | 0.0       | 17          | 31          | 54.8        | 39       | 102      | 141      | 2    | 7    | 32    | 6     | 14   | 176  | 5.8         | 12.6       |
| Nemanja Milošević  | 26 | 78   | 285  | 35    | 18    | 23        | 53        | 43.4      | 5         | 26        | 19.2      | 17          | 27          | 63.0        | 20       | 38       | 58       | 4    | 2    | 19    | 10    | 7    | 58   | 3.0         | 2.2        |
| Marco Cardillo     | 23 | 23   | 185  | 33    | 13    | 8         | 16        | 50.0      | 2         | 11        | 18.2      | 1           | 4           | 25.0        | 13       | 21       | 34       | 0    | 0    | 14    | 9     | 7    | 19   | 1.0         | 0.8        |
| Ovie Soko          | 3  | 19   | 41   | 6     | 5     | 5         | 12        | 41.7      | 1         | 7         | 14.3      | 6           | 8           | 75.0        | 0        | 4        | 4        | 0    | 4    | 4     | 1     | 2    | 2    | 6.3         | 0.7        |
| Domenico Marzaioli | 9  | 18   | 67   | 8     | 6     | 2         | 8         | 25.0      | 3         | 8         | 37.5      | 5           | 7           | 71.4        | 0        | 1        | 1        | 0    | 1    | 4     | 0     | 2    | 1    | 2.0         | 0.1        |
| Obie Trotter       | 7  | 13   | 58   | 11    | 5     | 2         | 7         | 28.6      | 2         | 8         | 25.0      | 3           | 4           | 75.0        | 1        | 3        | 4        | 0    | 1    | 3     | 4     | 4    | 3    | 1.9         | 0.4        |
| Simone Fiusco      | 2  | 0    | 2    | 0     | 0     | 0         | 0         | 0.0       | 0         | 0         | 0.0       | 0           | 0           | 0.0         | 0        | 0        | 0        | 0    | 0    | 0     | 0     | 0    | 0    | 0.0         | 0.0        |
| Antonio Leggio     | 1  | 0    | 1    | 0     | 0     | 0         | 0         | 0.0       | 0         | 0         | 0.0       | 0           | 0           | 0.0         | 0        | 0        | 0        | 0    | 0    | 0     | 1     | 0    | -1   | 0.0         | -1.0       |
| squadra            | 0  | 0    | 0    | 1     | 0     | 0         | 0         | 0.0       | 0         | 0         | 0.0       | 0           | 0           | 0.0         | 37       | 33       | 70       | 0    | 0    | 25    | 0     | 0    | 44   | 0           | 0          |
| TOTALI             | 30 | 2320 | 6125 | 631   | 637   | 636       | 1235      | 51.5      | 207       | 632       | 32.8      | 427         | 579         | 73.7        | 324      | 794      | 1118     | 53   | 81   | 485   | 195   | 388  | 2338 | 77.3        | 77.9       |
| Medie              | 0  | 0    | 0    | 21.0  | 21.2  | 21.2      | 41.2      | 51.5      | 6.9       | 21.1      | 32.8      | 14.2        | 19.3        | 73.7        | 10.8     | 26.5     | 37.3     | 1.8  | 2.7  | 16.2  | 6.5   | 12.9 |      |             |            |

#### In Eurocup
| Nome               | G  | Pun | Min  | Falli | Falli | Tiri da 2 | Tiri da 2 | Tiri da 2 | Tiri da 3 | Tiri da 3 | Tiri da 3 | Tiri Liberi | Tiri Liberi | Tiri Liberi | Rimbalzi | Rimbalzi | Rimbalzi | Stop | Stop | Palle | Palle | Ass  | Val | Media Punti | Media Val. |
| Nome               | G  | Pun | Min  | C     | S     | R         | T         | %         | R         | T         | %         | R           | T           | %           | O        | D        | T        | D    | S    | P     | R     | Ass  | Val | Media Punti | Media Val. |
| ------------------ | -- | --- | ---- | ----- | ----- | --------- | --------- | --------- | --------- | --------- | --------- | ----------- | ----------- | ----------- | -------- | -------- | -------- | ---- | ---- | ----- | ----- | ---- | --- | ----------- | ---------- |
| Adrian Banks       | 10 | 121 | 285  | 12    | 58    | 30        | 72        | 41.7      | 7         | 20        | 35.0      | 40          | 48          | 83.3        | 3        | 24       | 27       | 0    | 6    | 28    | 8     | 23   | 128 | 12.1        | 12.8       |
| Kenneth Kadji      | 10 | 98  | 233  | 35    | 28    | 26        | 53        | 49,1      | 7         | 28        | 25,0      | 25          | 31          | 80.6        | 9        | 27       | 36       | 4    | 2    | 23    | 8     | 7    | 67  | 9.8         | 6.7        |
| Alex Harris        | 10 | 93  | 219  | 19    | 29    | 21        | 42        | 50.0      | 10        | 25        | 40.0      | 21          | 26          | 80.8        | 8        | 16       | 24       | 0    | 2    | 18    | 9     | 11   | 86  | 9.3         | 8.6        |
| Đorđe Gagić        | 10 | 89  | 215  | 29    | 43    | 32        | 69        | 46,4      | 0         | 0         | 0.0       | 25          | 40          | 62.5        | 19       | 32       | 51       | 9    | 5    | 23    | 12    | 16   | 111 | 8.9         | 11.1       |
| Durand Scott       | 8  | 75  | 203  | 21    | 12    | 29        | 47        | 61.7      | 2         | 10        | 20.0      | 11          | 13          | 84.6        | 4        | 27       | 31       | 1    | 2    | 2     | 9     | 8    | 69  | 9.4         | 8.6        |
| Nemanja Milošević  | 10 | 71  | 188  | 17    | 18    | 20        | 36        | 55.6      | 6         | 14        | 42.9      | 13          | 20          | 65.0        | 15       | 33       | 48       | 2    | 5    | 9     | 6     | 11   | 94  | 7.1         | 9.4        |
| David Cournooh     | 8  | 58  | 191  | 28    | 18    | 12        | 22        | 54,5      | 7         | 18        | 38.9      | 13          | 17          | 76.5        | 1        | 12       | 13       | 1    | 0    | 16    | 4     | 22   | 47  | 7.2         | 5.9        |
| Scottie Reynolds   | 4  | 44  | 102  | 4     | 11    | 9         | 19        | 47.4      | 6         | 13        | 46.2      | 8           | 10          | 80.0        | 3        | 11       | 14       | 0    | 0    | 5     | 1     | 14   | 56  | 11.0        | 14.0       |
| Andrea Zerini      | 9  | 30  | 165  | 23    | 3     | 10        | 15        | 66.7      | 3         | 13        | 23.1      | 1           | 4           | 25.0        | 6        | 19       | 25       | 4    | 1    | 6     | 6     | 9    | 29  | 3.3         | 3.2        |
| Marco Cardillo     | 5  | 14  | 77   | 12    | 2     | 5         | 7         | 71.4      | 1         | 3         | 33.3      | 1           | 2           | 50.0        | 2        | 11       | 13       | 0    | 0    | 3     | 0     | 7    | 16  | 2.8         | 3.2        |
| Domenico Marzaioli | 7  | 14  | 95   | 7     | 5     | 3         | 16        | 18,8      | 2         | 13        | 15,4      | 2           | 3           | 66.6        | 0        | 7        | 7        | 0    | 2    | 15    | 0     | 1    | -22 | 2           | -3.1       |
| Matteo De Gennaro  | 3  | 3   | 27   | 1     | 0     | 0         | 0         | 0.0       | 1         | 2         | 50.0      | 0           | 0           | 0.0         | 0        | 2        | 2        | 0    | 1    | 6     | 0     | 0    | -4  | 1.0         | -1.3       |
| squadra            | 0  | 0   | 0    | 1     | 0     | 0         | 0         | 0.0       | 0         | 0         | 0.0       | 0           | 0           | 0.0         | 17       | 20       | 37       | 0    | 0    | 8     | 0     | 0    | 28  | 0           | 0          |
| TOTALI             | 10 | 710 | 2000 | 209   | 227   | 197       | 398       | 49.5      | 52        | 159       | 32.7      | 160         | 214         | 74.8        | 87       | 240      | 327      | 21   | 26   | 169   | 56    | 129  | 705 | 71.0        | 70.5       |
| Medie              | 0  | 0   | 0    | 20.9  | 22.7  | 19.7      | 39.8      | 49.5      | 5.2       | 15.9      | 32.7      | 16.0        | 21.4        | 74.8        | 8.7      | 24.0     | 32.7     | 2.1  | 2.6  | 16.9  | 5.6   | 12.9 |     |             |            |